# Àlex Monner
Àlex Monner Zubizarreta, né le 27 janvier 1995 à Barcelone en Catalogne, est un acteur espagnol.

## Biographie
Il a débuté dans le film de Pau Freixas, Herois, puis il s'est essayé au petit écran avec la série de TV3 Les Bracelets rouges du même réalisateur, sur un scénario d'Albert Espinosa. Dans cette série, il joue le rôle de Lleó, un garçon avec la jambe amputée à cause du cancer. Il joue le rôle d'Adrián, le jeune cousin du marié, dans le film REC 3 Génesis et puis rôle du jeune Alex dans le film catalan Els nens salvatges.

## Filmographie

### Cinéma
- 2010 : Herois de Pau Freixas : Ekaitz
- 2012 : [REC]3 Génesis de Paco Plaza : Adrián
- 2012 : Els nens salvatges de Patricia Ferreira : Àlex
- 2013 : Barcelona, nit d'estiu de Dani de la Orden : Jordi
- 2015 : Barcelona, nit d'hivern de Dani de la Orden : Jordi
- 2015 : Sólo química d'Alfonso Albacete : Tirillas
- 2016 : La propera pell d'Isaki Lacuesta et Isa Campo : Léo / Gabriel[1]
- 2018 : Seule la vie... (Life Itself) de Dan Fogelman :  Rodrigo
- 2021 : Froid mortel (Bajocero) de Lluís Quílez : Chino

### Télévision
- 2011-2013 : Les Bracelets rouges : Leò
- 2018 : Permis de vivre : Carlos Bandeira (série diffusée sur Netflix)
- depuis 2021 : Elite : Felipe (rôle récurrent saison 5 + Élite : Histoires courtes)